# Ordre de préséance au Royaume-Uni
L’ordre de préséance au Royaume-Uni est une hiérarchie symbolique définissant l'ordre des officiels du gouvernement et de la famille royale lors des cérémonies protocolaires.
Il varie en fonction de la région (Angleterre et Pays de Galles, Écosse, Irlande du Nord) et du sexe (ordre différent pour les hommes et les femmes).

## Détermination de l'ordre de préséance
L'ordre de préséance est déterminé par différentes méthodes. Le Precedence Act et les Acts of Union with Scotland and Ireland établissent la préséance pour les membres de la noblesse britannique.
Les statuts des différents ordres de chevalerie britanniques établissent leurs propres ordres de préséance pour leurs membres.
Dans les autres cas, la préséance peut être décidée par le souverain britannique, par un Royal Warrant of Precedence, une lettre patente, un Acts of Parliament ou par l'usage.

## Préséance de la Famille royale
Le souverain britannique, qu'il soit un roi ou une reine, apparait en premier dans l'ordre de préséance.
Si le souverain est un homme, sa femme, la reine consort, apparaît en premier dans l'ordre de préséance féminin. L'inverse en revanche n'est pas toujours vrai. Il n'existe pas de texte officiel établissant la place du prince consort dans l'ordre de préséance : il est habituellement à la tête de l'ordre de préséance masculin, mais peut parfois apparaître après l'Héritier actuel, son propre fils.
Note 1 : L'ordre de préséance est cité ici au pluriel.

Note 2 : L'ordre de préséance féminin favorise les alliances (brus) au lignage (filles).

### Hommes
L'ordre de préséance masculin de la famille royale est :
1. Le Souverain régnant (femme ou homme)
2. Les fils du souverain
3. Les petits-enfants du souverain
4. Les frères du souverain
5. Les oncles du souverain
6. Les neveux du souverain
7. Les cousins du souverain

### Femmes
L'ordre de préséance féminin de la famille royale est :
1. La Reine (régnante ou consort)
2. Les Reines douairières (la plus récente en premier)
3. Les belles-filles du souverain
4. Les filles du souverain
5. Les belles-filles des fils du souverain
6. Les filles des fils du souverain
7. Les belles-sœurs du souverain
8. Les sœurs du souverain
9. Les tantes par alliance du souverain
10. Les tantes du souverain
11. Les belles-filles des frères du souverain
12. Les filles des frères du souverain
13. Les nièces par alliance du souverain
14. Les nièces du souverain

### Pratique courante
- Le prince Philip, duc d'Édimbourg, prince consort, avant son décès, se plaçait dans l'ordre de préséance au-dessus de tous les hommes du Royaume, à l'exception du prince de Galles.

- La Reine Elisabeth II avait placé Camilla Parker Bowles, duchesse de Cornouailles, 4e dans l'ordre de préséance après elle-même, la Princesse Anne et la Princesse Alexandra, ce qui va à l'encontre de la position habituelle du consort de l'Héritier (prince de Galles), normalement placée 2e[1].

- Le Court Circular (en) place le Prince William de Galles avant ses oncles, prince Andrew, duc d'York et Prince Edward, comte de Wessex, suggérant qu'il a la prévalence sur eux.

## Ordre de préséance par région
1. Ordre de préséance en Angleterre et au pays de Galles
2. Ordre de préséance en Écosse
3. Ordre de préséance en Irlande du Nord